# Parktanz
Der Parktanz (chinesisch 廣場(健身)舞 / 广场(健身)舞, Pinyin guǎngchǎng (jiànshēn)wǔ – „Platz-(Fitness-)Tanz“; auch Freilufttanz, Seniorentanz, chinesischer Fitnesstanz) ist in der Volksrepublik China eine seit den 1990er-Jahren populär gewordene, meistens abends ritualisierte Form der gemeinschaftlichen Bewegungsübung. Zumeist Frauen, aber auch Männer mittleren Alters und älter treffen sich dabei auf öffentlichen Plätzen, um choreographiert zu modernen und klassischen Liedern zu tanzen. Eine Vortänzerin gibt die Schritte vor. Beschallt werden die Gruppen durch mitgebrachte CD-Spieler oder tragbare Musikverstärker.

## Der Parktanz als Massenphänomen
Die Tanzgruppen organisieren sich typischerweise privat innerhalb der Nachbarschaft. Etwa seit den 2010er-Jahren fand die Bewegung verstärkt mediale Beachtung innerhalb und außerhalb Chinas. Im Zuge eines Popularitätszuwachses geriet der Parktanz unter anderem in die Kritik, anderweitig benutzte Plätze wie Parks oder Parkplätze zu besetzen und Lärmbelästigung zu verursachen. Nach Angaben des chinesischen Medienunternehmens CCTV nehmen in der Volksrepublik bis zu 100 Millionen Tänzerinnen und Tänzer täglich daran teil. Eine organisierte Tanzgruppe trifft sich in der Regel gegen 19 Uhr. Die Anzahl der Teilnehmer kann von Jahreszeit zu Jahreszeit stark abweichen. Die Beteiligung ist meistens kostenfrei (mit Ausnahme von Kostenbeteiligungen für das gemeinsam benutzte Musikinstrument).
Parktanz ist in China ein kulturelles und wirtschaftliches Phänomen geworden. In den letzten Jahren haben zahlreiche verschiedene große und kleine Medien Parktanz-Turniere sowie -Fernsehshows organisiert. Viele Unternehmen finanzieren die Gruppen für Wettbewerbe (wie bei Kostüm, Lautsprecher, Kopfhörer usw.). Viele Parktanz-Gruppen werden nach ihrem Finanzier genannt.

## Ursprünge

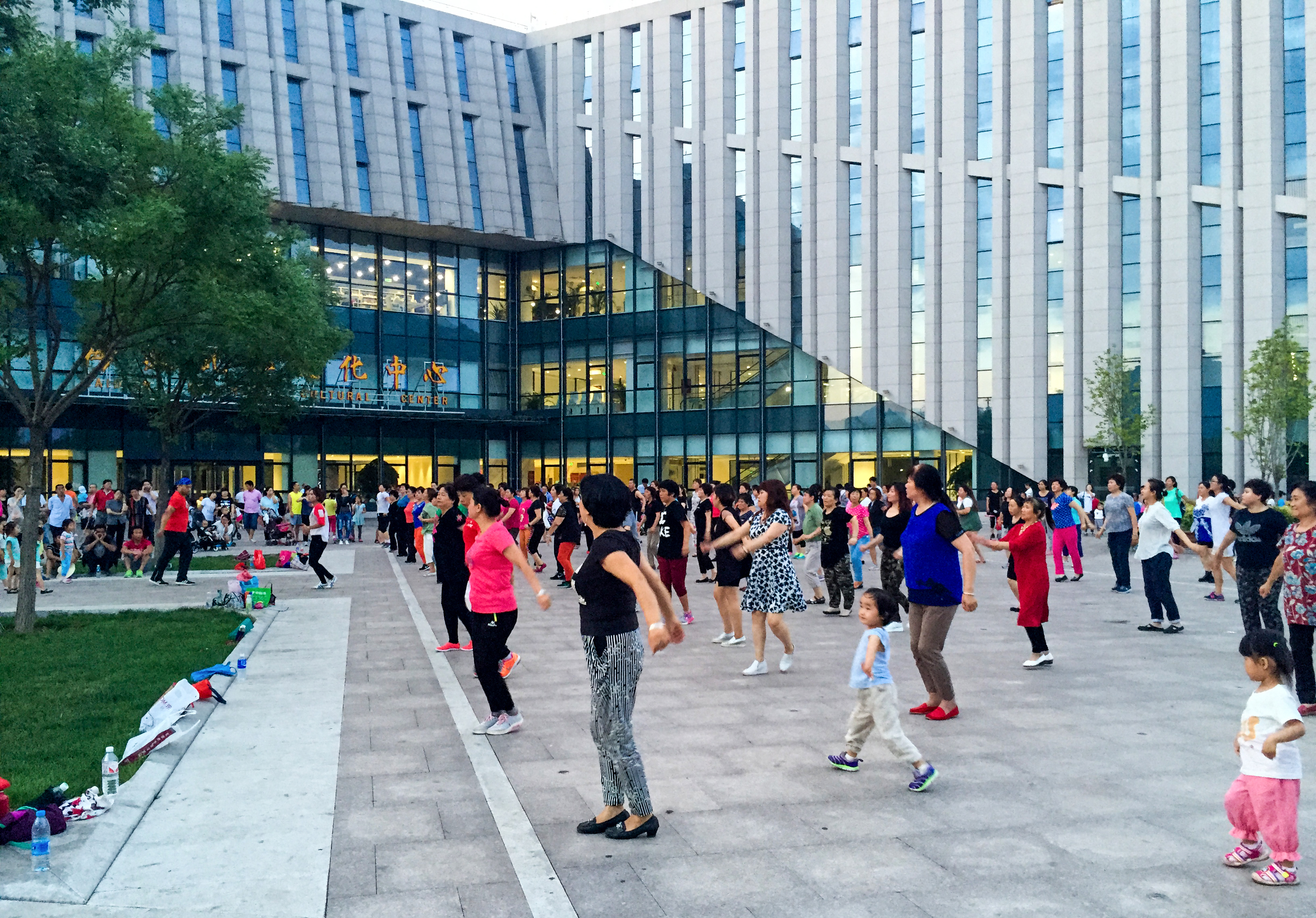
Tänzer verschiedenen Alters in Peking (Juni 2017)

Der gemeinschaftliche Tanz hat in der jahrtausendealten Kultur Chinas eine feste Verankerung. Für die moderne Ausprägung des Parktanzes spielen zudem zeithistorische und sozioökonomische Veränderungen eine Rolle. Als Ausgangspunkt wird die Kulturrevolution angenommen.
Mao Zedong trieb nach Ende des Bürgerkriegs 1949 die Industrialisierung Chinas voran. Ein Kennzeichen des kommunistisch motivierten Großen Sprungs nach vorn war es, dass private Aktivitäten wie das Abendessen öffentlich betrieben wurden. Ausländische Einflüsse wie das Tanzen in Ballsälen oder Diskotheken waren während der Kulturrevolution verboten. Eine weitere Maßnahme dieser Reform war die Entsendung von Intellektuellen und Akademikern in ländliche Gebiete.

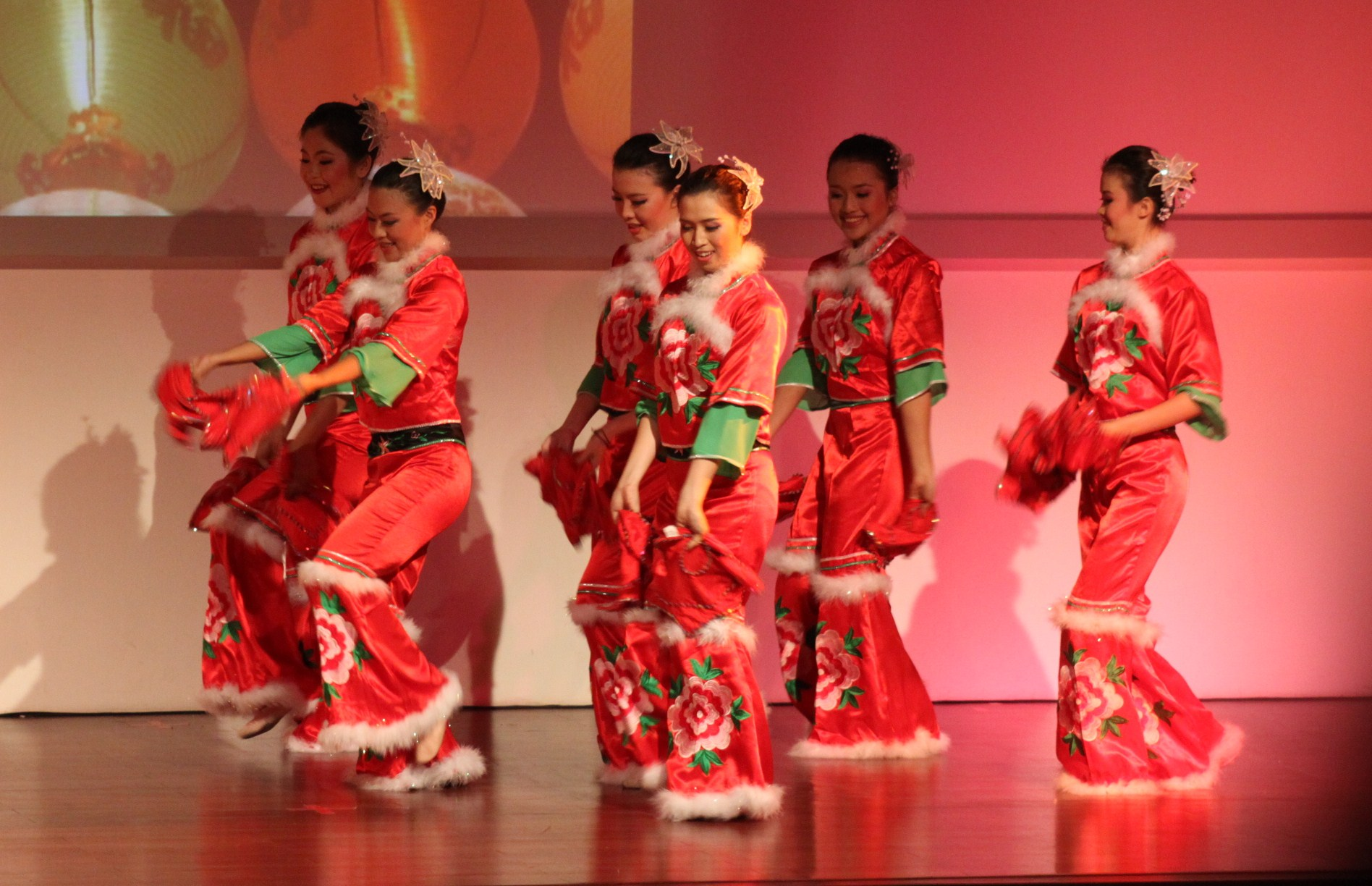
Yangge-Tänzerinnen

Diese wurden Zeuge eines vor allem in Nordchina praktizierten Volkstanzes, des Yangge. Zu Aufführungen kam es zum Beispiel bei Erntefesten. Die Kommunistische Partei nutzte den Brauch fortan als Propagandainstrument, um über Hungersnöte und Versorgungsengpässe hinwegzutäuschen. Später wurde auch der Yangge zusammen mit vielen weiteren traditionellen Kulturformen verboten. Der moderne Parktanz kann als Spätfolge der maoistischen Politik verstanden werden, wie Finn Mayer-Kuckuck in der Frankfurter Rundschau beschreibt:

„Die Tänzerinnen gehören zur Generation der Kulturrevolution: Wer in den 40er- und 50er-Jahren in China geboren wurde, ist als junge Erwachsene in der Dekade ab 1966 unter die Mitkämpferinnen und Opfer dieses sozialen Experiments gerutscht. Diktator Mao Zedong hetzte damals die Jugend gegen ihre Eltern und Lehrer auf – und ließ Teenager aus der Stadt zu harter Arbeit aufs Land schicken. Das Ergebnis waren Millionen von gebrochenen Biografien.“

Aufgewachsen in Zeiten der Armut erlebte die Generation später die von Deng Xiaoping initiierte Reform- und Öffnungspolitik. Der Besuch von Diskotheken und Tanzsalons war wieder erlaubt. China entwickelte sich innerhalb weniger Jahrzehnte zu einer Industrienation und Wirtschaftsmacht. Die heute 50- bis 70-Jährigen zählen dabei zugleich zu den ersten, die von der Anfang der 1980er Jahre eingeführten Ein-Kind-Politik unmittelbar betroffen waren.
Das Leben verlagerte sich vom agrargesellschaftlich geprägten Land in die Städte. Breitere gesellschaftliche Schichten profitierten vom wirtschaftlichen Aufschwung. Da diese Generation häufig nur ein Kind zur Welt brachte, wurden entsprechend weniger Enkel geboren. Zwar sind die Großeltern traditionell stark in die Erziehung ihrer Nachkommen eingebunden. Im Vergleich zu früher fällt der damit verbundene Aufwand durch den demographischen Wandel jedoch weit geringer aus.

„Heute, als Großeltern, gelten die Angehörigen dieser Generation als besonders lebenshungrig und neugierig, aber auch als dreist: Sie haben so viele Veränderungen in Ideologie, gesellschaftlichen Regeln und Lebensweise erlebt, dass sie sich nur noch ungern etwas sagen lassen. Mal galt der totale Kommunismus, dann plötzlich Marktwirtschaft. Damals gab es weit und breit kein Telefon, heute hängen sie am smarten Handy. China ist von einem Entwicklungsland überraschend zur modernen Weltmacht aufgestiegen.“

Auf dieser Grundlage entwickelte sich der Parktanz in China zum Massenphänomen, an dem nach Schätzungen bis zu 100 Millionen Menschen regelmäßig teilnehmen.

## Konflikte
Die positiven Effekte des Parktanzes sind nicht von der Hand zu weisen: Ältere Leute halten sich dadurch fit. Hinzu kommt eine soziale Komponente. Durch die regelmäßigen Treffen werden Kontakte geknüpft und gepflegt. Ausmaß und politische Rahmenbedingungen führen jedoch dazu, dass sich der Parktanz teilweise erheblicher Kritik gegenübersieht.

### Regierung
Kritik der Regierung wird laut, da die Tanzveranstaltungen aus privaten Initiativen entstehen und sich grundsätzlich als solche verstehen. Versuche der Steuerung seitens der Kommunistischen Partei werden wiederum von den Parktänzern selbst abgelehnt. 2015 entwarf die politische Führung eine aus zwölf Liedern bestehende Liste „korrekter“ Lieder, die im Internet durch Lehrvideos beworben wurden:

„Truppen von ‚Nachbarschafts-Tanzlehrern‘ sollten ausschwärmen und Choreographien unterrichten, die eine Kommission entwickelt hat. Ziel sei eine ‚national einheitliche Aktivität‘, die den Senioren ‚positive Energie‘ schenke, verkündeten Propagandamedien.“

Dieser Versuch missglückte. Gleichzeitig versucht die verantwortliche Sportbehörde weiter Regulierungsmaßnahmen durchzusetzen. Indirekt gelingt die Einflussnahme etwa durch die Ausrufung von Wettbewerben. Die verschiedenen Tanzgruppen einer Stadt treten so, medial begleitet, etwa gegeneinander an.

### Generationenkonflikt
Die Generation der heute 20- bis 40-Jährigen wuchs unter dem Eindruck der Öffnungspolitik auf. Häufig als einziges Kind als einer Familie erzogen lastet auch auf der Mittelschicht ein großer ökonomischer Leistungsdruck. Abendliche Lärmbelästigung und die Okkupation sonst anderweitig genutzter Räume führen dazu, dass sich auch zivilgesellschaftliche Kritik entlud.

„Viele Jahre lang gehörte das Bild dieser ‚tanzenden Omas‘, wie die gebräuchliche Gattungsbezeichnung lautet, zur üblichen, eher freundlich tolerierten Folklore der chinesischen Städte. Doch damit ist es jetzt vorbei. In Wuhan und Changsha wurden die betagten Tänzerinnen aus höheren Stockwerken mit Kotbeuteln beworfen, in Chengdu mit Wasserbomben. Anwohner und Passanten fühlen sich durch den Lärm und die Störung des Verkehrsflusses belästigt. In Peking feuerte ein Mann mit einem Gewehr in die Luft und ließ drei große Hunde auf die Frauen los. […] Von der ‚Störung der familiären Harmonie‘ bis zur Behinderung der Schüler bei der Vorbereitung ihrer Hochschulaufnahmeprüfungen reichen nun die Klagen über die unautorisierte Belästigung. Experten sprechen von einem wachsenden Bewusstsein der Mittelschicht für ihre Rechte und ihren privaten Raum.“

Die Generation der Tänzerinnen und Tänzer speist ihr Selbstverständnis aus den sozialen und politischen Umwerfungen der letzten Jahrzehnte. Sie selbst stammen meist aus der Mittelschicht, können relativ früh ins Rentenalter eintreten und sind finanziell versorgt. Von einer flächendeckenden Ablehnung des Parktanzes seitens der Jüngeren kann zwar keine Rede sein. Reibungspunkte und Interessenskonflikte lassen sich so jedoch einordnen.

## Weltrekord
Im November 2016 wurde der Weltrekord für die meisten Teilnehmerinnen an einem Parktanz aufgestellt. 50.085 meist ältere Frauen tanzten parallel in 14 chinesischen Städten zur selben Musik. Die Tänzerinnen brachen damit einen ein Jahr zuvor aufgestellten Rekord, an dem rund 18.000 partizipierten.

## Neue Techniken
Um die durch Lärm verursachten Konflikte zu vermeiden, wurden bei vielen Tanzgruppen lautlose Parktänze durchgesetzt. Dieser wird durch drei Arten von Geräten realisiert: ein Musikspieler, ein Signalkonverter und viele drahtlose Kopfhörer.